# Our Dancing Daughters
Our Dancing Daughters is een Amerikaanse dramafilm uit 1928 onder regie van Harry Beaumont. Destijds werd de film in Nederland uitgebracht onder de titel Dansende dochters.

## Verhaal
Diana Medford is de ster van elk feestje. Ze is stiekem idealistisch, maar die kant wordt onderdrukt door haar egoïstische, amorele vriendin Ann. De beide meisjes worden verliefd op de miljonair Ben Blaine. Als blijkt dat Diana nog met andere mannen praat, kiest Ben voor haar vriendin Ann. Al gauw beseft hij dat hij de verkeerde keuze heeft gemaakt.

## Rolverdeling
| Acteur            | Personage          |
| ----------------- | ------------------ |
| Joan Crawford     | Diana Medford      |
| Johnny Mack Brown | Ben Blaine         |
| Nils Asther       | Norman             |
| Dorothy Sebastian | Beatrice           |
| Anita Page        | Ann                |
| Kathlyn Williams  | Moeder van Ann     |
| Edward J. Nugent  | Freddie            |
| Dorothy Cumming   | Moeder van Diana   |
| Huntley Gordon    | Vader van Diana    |
| Evelyn Hall       | Moeder van Freddie |
| Sam De Grasse     | Vader van Freddie  |